# Rocío Florido
Rocío Florido (Málaga, 16 de enero de 1976) es una marchadora española.

## Biografía
Comenzó con 15 años en el club de atletismo del IES Santa Rosa de Lima de Málaga participando en juegos escolares y populares. Un año después probó la marcha atlética y desde entonces se dedicó a su entrenamiento, al principio de forma autodidacta.
En 1995 estudió Ciencia Biológicas de la Universidad de Málaga uniéndose al club de atletismo de la universidad donde estuvo durante cuatro temporadas consiguiendo un cuarto puesto en el ranking nacional júnior de los 10 km. Florido años más tarde se tituló en Fisioterapia.
En 1997, formando parte del equipo nacional compitió en la Copa del mundo de Podebray en República Checa. 
En 2001 empezó a entrenar para  Atenas 2004 y consiguió su primera medalla internacional de bronce en 20 km marcha en los Juegos Mediterráneos de Túnez. 
Florido compitió en la Copa del Mundo de Atletismo de 2002 consiguiendo en Turín, Italia, el 26º lugar. Desde 2003 a 2007 trabajó con uno de los clubs más importantes de España el Valencia Terra i Mar, consiguiendo en 2004 convertirse en subcampeona de España absoluta de 20 km en Zaragoza, y medalla de oro en 10 km en el Campeonato Iberoamericano celebrado en Huelva. Ese año consiguió una marca de 1:31:29, lo que la colocó en el 4.º puesto nacional del año.
Obtuvo una beca en el Centro de Alto Rendimiento de Madrid, durante cinco años. Florido compitió también en la marcha femenina de 20 kilómetros en los Juegos Olímpicos de Verano de 2004 sustituyendo a quien formaba del trío elegido en atletismo que se lesionó en el último momento.
En 2008 con el Club de Atletismo de Málaga terminó cuarta en 20 km en el Campeonato de España en Castro Urdiales en febrero. Su marca en la Copa del Mundo en Cheboksary en Rusia fue insuficiente para estar en los Juegos Olímpicos. En 2009 alcanzó un 17.º puesto en 20 km en Metz, Francia, y subcampeona nacional de 10 km en pista de Barcelona. En 2010 fueron sus últimas competiciones a pesar de volver a competir en 2013 en la Media Maratón de Pamplona, abandonando definitivamente la competición en 2017. Trabaja como fisioterapeuta en el Hospital Ubarmin de Pamplona donde vive.

### Resultados Olímpicos
Atenas 2004- 20 kilómetros Marcha de Atletismo clasificada en el 30.º puesto.

### Historial internacional[8]
2009 - Metz 20 km (17.ª/1h39:40) IberA 2004 -Huelva 10.000m (1 10.000 m (1 /44:22 ª/44:22.00) 2008 - Iquique 10.000 m (descalificada) Univ. 1999 - Palma de Mallorca 10 km (4.ª/45:51)
- 2008 - Cheboksary 20 km (28.ª/1h34:26) CpE-m
- 2005- Miskolc 20 km (descalificada)
- 2004 - Atenas 20 km (30.ª/1h35:32) CpM 1997 - Podebrady 10 km (68.ª/48:00)
- 2002 - Turín 20 km (46.ª/1h39:48)
- 2000 - Eissenhuttenstadt 20 km (1h38:21) 2001 - Dudince 20 km (23.ª/1h35:31)
- 1999 - Mezidon 20 km (1h37:25)

## Premios y reconocimientos
- Medalla de la Hermandad de la Virgen del Rocío de Málaga.[2]